# جون أبيل
جون أبيل (بالإنجليزية: John Abel)‏ هو سياسي أسترالي، ولد في 25 يونيو 1939 في سيدني في أستراليا. حزبياً، نشط في الحزب الليبرالي الأسترالي. وقد انتخب عضو مجلس النواب الأسترالي عن دائرة إيفانز ‏ (13 ديسمبر 1975 – 10 نوفمبر 1977).